# Klemens III (antypapież)
Klemens III, właśc. Wibert z Rawenny (ur. ok. 1025 w Parmie, zm. 8 września 1100 w Civita Castellana) – antypapież w dniu 25 czerwca 1080 oraz w okresie od marca 1084 do 8 września 1100. Jego schizma (tzw. schizma wibertyńska) wiąże się z tzw. sporem o inwestyturę między cesarstwem a papieżem Grzegorzem VII i jego następcami realizującymi program tzw. reformy gregoriańskiej.

## Życiorys
Pochodził z Parmy z arystokratycznego rodu włoskiego. Przebywał od 1054 na dworze cesarskim w Niemczech i w latach 1058–1063 sprawował urząd kanclerza dla królestwa Italii z nominacji cesarzowej-regentki Agnieszki. W styczniu 1059 brał udział w synodzie w Sutri. Po śmierci papieża Mikołaja II jesienią 1061 poparł antypapieża Honoriusza II. W 1072 cesarz Henryk IV mianował go arcybiskupem Rawenny. Z uwagi na jego wcześniejsze poparcie dla Honoriusza II Aleksander II początkowo wzdragał się przed jego zatwierdzeniem, ostateczne jednak za namową archidiakona Hildebranda zgodził się na jego konsekrację w zamian za przysięgę wierności. Gdy Hildebrand został papieżem Grzegorzem VII, Wibert początkowo z nim współpracował, m.in. uczestnicząc w synodzie rzymskim w marcu 1074, na którym uchwalono statuty przeciw symonii, rychło jednak znalazł się w obozie przeciwnym. Już w 1075 Grzegorz VII go suspendował, a rok później ekskomunikował za udział w synodzie wormackim (styczeń 1076), na którym biskupi niemieccy i północnowłoscy uchwalili depozycję Grzegorza VII.
25 czerwca 1080 podczas obrad synodu w Brixen z poparciem cesarza Henryka IV 30 niemieckich i włoskich biskupów oraz ekskomunikowany kardynał Hugo Candidus, wybrali Wiberta na antypapieża. Przybrał imię Klemens III. Początkowo rezydował w Brescii, gdyż Rzym znajdował się pod kontrolą prawowitego papieża. Na początku 1084 roku Henryk IV zajął jednak zbrojnie Wieczne Miasto. 13 kardynałów przeszło wówczas na stronę antypapieża, poparcia udzieliło mu także wielu przedstawicieli niższego duchowieństwa i ludu rzymskiego. 24 marca 1084 Klemens III został uroczyście intronizowany na Lateranie. W tym samym czasie koronował on Henryka IV na cesarza. Grzegorz VII zdołał jednak utrzymać zamek Świętego Anioła i po nadejściu normańskich posiłków wyparł wojska cesarskie wraz z antypapieżem z Rzymu. Gwałty popełnione przez Normanów doprowadziły jednak do powstania Rzymian przeciw Grzegorzowi VII, który musiał uciekać z miasta i zmarł na wygnaniu w Salerno 25 maja 1085. Klemens odzyskał kontrolę nad miastem. Poparcia udzieliły mu oprócz Cesarstwa (Niemcy, Burgundia, płn. Italia) także Czechy, Dania, Serbia, Chorwacja i rządzona przez Władysława Hermana Polska, jednak w Cesarstwie znajdowało się kilka silnych ośrodków gregoriańskich.
Do około 1095 pozycja Klemensa III była stosunkowo mocna, choć od czasu do czasu (1086 i 1088) był zmuszany do opuszczania Rzymu przez zwolenników gregoriańskich papieży Wiktora III i jego następcy Urbana II. W 1087 Wiktor III ekskomunikował go na synodzie w Benewencie, jednak większość opinii publicznej w Rzymie i okolicy była po jego stronie. W 1089 przewodniczył synodowi w Rzymie, na którym unieważnił klątwę rzuconą na Henryka IV przez Grzegorza VII, a także ekskomunikował Urbana II i jego zwolenników. Po roku 1093 szala jednak stopniowo zaczęła się przechylać na korzyść Urbana II, który przekupstwem przejął kontrolę nad Lateranem (1094) i zamkiem św. Anioła (1098). Przez ostatnie lata życia Klemens rezydował w różnych miastach w środkowych i północnych Włoszech, m.in. w Rawennie, gdzie do końca życia zachował urząd arcybiskupi. Zmarł w Civita Castellana 8 września 1100.

## Ocena pontyfikatu
Klemens III został wybrany antypapieżem w opozycji do reformatorskiego papieża Grzegorza VII, którego program reform zakładał dążenie do uwolnienia Kościoła spod kurateli władzy świeckiej poprzez zniesienie świeckiej inwestytury, a także zwalczanie symonii oraz nikolaizmu wśród duchownych. Z tego względu w późniejszej katolickiej historiografii Klemens III był przedstawiany jako wróg tych reform i obrońca panujących nadużyć w Kościele. W rzeczywistości różnice między obozem gregoriańskim a Klemensem dotyczyły jedynie stosunku do Cesarstwa i inwestytury świeckiej, natomiast w kwestii pozostałych nadużyć działania Klemensa III były zgodne z postulatami reformatorów, m.in. na wspomnianym wyżej synodzie rzymskim w 1089 podjęto także uchwały przeciwko symonii i nikolaizmowi. Klemens potępiał także powszechną w obozie gregoriańskim praktykę nieuznawania sakramentów udzielanych przez schizmatyków. Dążył do pogodzenia Kościoła łacińskiego z greckim i w tym celu nawiązał kontakt z metropolitą kijowskim Janem II (1080–1089) i cesarzem bizantyjskim Aleksym I. Przyczynił się także do zwiększenia roli Kolegium Kardynałów. Nie był też marionetką cesarza Henryka IV, lecz prowadził własną, niezależną od niego politykę. Choć obóz procesarski (wibertyński) istniał w Kościele do końca sporu o inwestyturę w 1122, nigdy już nie uzyskał takiej pozycji jak za Klemensa III.